# Stanisław Jankowski

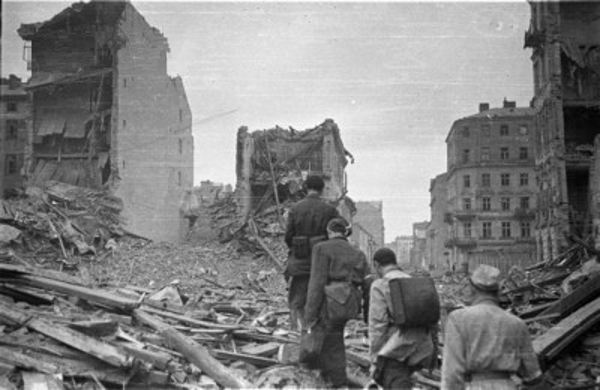
Stanisław Jankowski (1er à partir de la droite) commande le peloton Agaton lors de l'insurrection de Varsovie.

Stanisław Jankowski (né le 29 septembre 1911 à Varsovie - mort le 5 mars 2002), nom de guerre Agaton, est un capitaine de l'Armée polonaise durant la Seconde Guerre mondiale. Formé au Royaume-Uni, il dirige en Pologne une section de résistants qui falsifie des documents et participe aux combats de 1944. Par la suite, il contribue à différents projets de reconstruction urbaine.

## Biographie

### Jeunesse
Il est reçu au baccalauréat en 1929. La même année, il entreprend ses études à l'université de Varsovie puis à la faculté d'architecture de l'école polytechnique de Varsovie où il devient assistant en 1938. Il rejoint la fraternité étudiante Sarmatia en 1929.

### Seconde Guerre mondiale
Pendant la campagne de Pologne, alors sous-lieutenant il est envoyé au centre de réserve d'artillerie légère à Vilnius, après l'invasion soviétique de la Pologne, il se réfugie en Lituanie où il est interné. Il parvient à s'évader et gagner la France où il rejoint l'armée Polonaise de l'Ouest. En juin 1940, il est évacué en Angleterre, ensuite il suit le cours d'agent secret (cichociemny) officiellement appelé cours de "perfectionnement d'administration militaire" (High Course of Military Administration).
La nuit du 3 au 4 mars 1942, avec le grade de lieutenant il est parachuté en Pologne occupée dans le cadre de l'opération "Collar". Une fois de retour au pays, il prend la direction de la section de la légalisation et de la technique (Wydział Legalizacji i Techniki). Il est initialement connu sous les pseudonymes de "Burek" et "Kucharski". En 1944, il choisit "Agaton" pour son nom de guerre. Sa section maîtrise parfaitement l'art de falsifier toutes sortes de documents.
Pendant l'insurrection de Varsovie, il prend le commandement de peloton "Agaton" du bataillon "Pięść" (poing en polonais), ensuite promu capitaine il combat au sein du groupe "Nord". La nuit du 13 au 14 août 1944, il part avec sa patrouille de la vieille ville pour Żoliborz (les deux quartiers étant isolés par les Allemands) avec les ordres pour le colonel Mieczysław Niedzielski "Żywiciel". La nuit suivante, il arrive chez les résistants dans la forêt de Kampinos. De retour à Żoliborz, il prend part à l'assaut de la gare de Gdańsk (Dworzec Gdański) durant la nuit du 21 au 22 août. Le 8 septembre, il rejoint le groupe de protection du quartier général de l'Armia Krajowa. Après la chute de l'insurrection, il est fait prisonnier, envoyé à l'oflag 73, il devient l'aide de camp du général Tadeusz Bór-Komorowski.

### Un monde en reconstruction
Une fois la paix retrouvée, Jankowski se rend en Grande-Bretagne, s'inscrit à l'université de Liverpool où, en 1946 il obtient son diplôme de "Civic Design". Ensuite il revient en Pologne et, le 15 septembre 1946, il se joint au Bureau de reconstruction de la capitale (Biuro Odbudowy Stolicy (pl)). Il participe et dirige les projets les plus importants de la ville rasée durant la guerre.
Dans les années 1960-1961, il travaille en Irak avec un groupe d'urbanistes polonais au développement des villes de Mossoul, Kerbala et Bassora. Dans les années 1964-1965, il est le chef de projet polonais de reconstruction de la ville de Skopje en Yougoslavie détruite pendant le tremblement de terre de 1963. Dans les années 1971-1972, il participe à la reconstruction de la ville péruvienne de Chimbote, également détruite par un tremblement de terre. Dans les années 1975-1977, il exerce la fonction d'expert du Comité international de la Croix-Rouge dont le travail consiste à concevoir des abris pour les victimes des bombardements au Viêt Nam du Nord. Jankowski est le coauteur du projet Chemin du souvenir du martyre et du combat des Juifs à Varsovie.
Stanisław Jankowski est membre d'honneur de la Société polonaise des urbanistes. En 1995, il devient citoyen d'honneur de la ville de Varsovie.

## À l'écran
En 1989, il apparaît dans un documentaire Cichociemni.

## Décorations
- Croix d'argent de l'Ordre militaire de Virtuti Militari
- Croix de la Vaillance (Krzyż Walecznych) - 2 fois
- Ordre de la Bannière du Travail
- Croix de chevalier de l'ordre Polonia Restituta (1949)[5]
- Croix de l'Armia Krajowa